# Fimbristylis multicephala
Fimbristylis multicephala är en halvgräsart som beskrevs av Ethirajalu Govindarajalu. Fimbristylis multicephala ingår i släktet Fimbristylis och familjen halvgräs. Inga underarter finns listade i Catalogue of Life.